# Psilanthus cochinchinensis
Psilanthus cochinchinensis là một loài thực vật có hoa trong họ Thiến thảo. Loài này được (Pierre ex Pit.) J.-F.Leroy miêu tả khoa học đầu tiên năm 1981.